# ズハイル・ゼムザミ
ズハイル・ゼムザミ（アラビア語：زهير الزمزامي）は、モロッコの実業家、政治家で、2021年にムー・レジュダリの後任として、RNI党の下でテマラのコミューン会長に選出された。2015年から2021年までスキヤキテマラ協議会会長を務める。ゼムザミは、2017年および2019年版で、地元の文化・遺産の側面を紹介することを目的とした祭典「スキラテマラ ガイア祭」を指揮した。